# HART (protocollo)
HART (Highway Addressable Remote Transducer) è un protocollo di comunicazione diffuso nel campo dell'automazione per trasmettere a doppio senso informazioni digitali attraverso un doppino normalmente utilizzato per trasmettere un segnale analogico in corrente (4–20 mA).
L'HART comunica a 1200 bps sovrapponendosi al segnale 4-20mA e senza interferire con esso. Questo permette di mantenere il tradizionale cablaggio analogico, tuttora enormemente diffuso, ma comunicare se necessario anche informazioni avanzate.
Un'applicazione tipica è la comunicazione tra un sensore analogico intelligente e una centralina di monitoraggio. Mentre il sensore trasmette costantemente la sua misura analogica, la centralina può leggere e modificare le impostazioni locali del sensore, ad esempio il campo di misura, tramite HART sullo stesso collegamento.